# Mohamed Hassen
Mohamed Hassen (arabe : محمّد حــسن), né le 27 février 1953 à Mahdia, est un historien, archéologue et universitaire tunisien spécialiste du Moyen Âge.

## Biographie
Après des études à la faculté des sciences humaines et sociales de Tunis, il obtient sa maîtrise d'histoire en 1974, son doctorat de troisième cycle en 1979 puis soutient son doctorat d'État en 1995.
Professeur d'histoire médiévale à l'École normale supérieure de Tunis et à l'université de Tunis, il est membre fondateur du groupe de recherche d’histoire et d’archéologie France-Maghreb, membre de l’Association des historiens universitaires et membre correspondant de l'Académie tunisienne des sciences, des lettres et des arts.
Directeur du département d’histoire à la faculté des sciences humaines et sociales de Tunis entre 2002 et 2005, vice-président de l'Association tunisienne des études antiques et médiévales, il est également membre de commissions d’évaluation en sciences humaines et sociales au Koweït et professeur invité dans plusieurs universités arabes et européennes, dont la faculté des lettres et des sciences humaines de l'université Sidi Mohamed Ben Abdellah, l'université de Lyon et l'université de Naples - Frédéric-II.

## Publications
- (ar) Mohamed Hassen, القبائل و الأرياف المغربية في العصر الوسيط [« Tribus et campagnes maghrébines au Moyen Âge »], Tunis, Ariyah,‎ 1986.
- (ar) Mohamed Hassen, تحقيق كتاب السير لابو العباس احمد بن سعيد الشماخي [« Biographies d'Aboul Abass Ahmed Ben Said Chamakhi »], Tunis, Université de Tunis,‎ 1995.
- (ar) Mohamed Hassen, المدينة و البادية بإفريقيّة في العهد الحفصي [« Ville et campagne dans l'Ifriqiya hafside »], Tunis, Faculté des sciences humaines et sociales de Tunis,‎ 1999.
- (ar) Mohamed Hassen, Hédi Ben Ouezdou et Ahmed Mammou, قانون المياه و التهيئة المائيّة بجنوب إفريقيّة في العصر الوسيط [« Code des eaux et aménagement hydraulique au sud de l'Ifriqiya médiévale »], Tunis, Centre de publication universitaire,‎ 1999.
- (ar) Mohamed Hassen, الجغرافية التاريخيّة لافريقيّة من القرن الاول إلى القرن التاسع هـ/ السابع ـ الخامس عشر م [« La géographie historique de l'Ifriqiya médiévale »], Beyrouth, Dar Al Kitab Al Jadid,‎ 2004.
- (ar) Mohamed Hassen (dir.), Ibn Khaldoun, témoin d'une époque, Tunis, Centre d'études et de recherches économiques et sociales, 2009.
- (ar) Mohamed Hassen, القيروان في عيون الرحالة [« Kairouan à travers les relations de voyage »], Carthage, Beït El Hikma,‎ 2009, 301 p. (ISBN 978-9-973-49079-7)[4].
- (ar) Mohamed Hassen, ثلاث رسائل أندلسية في الطاعون الجارف [« Trois épîtres andalous sur la peste noire »], Carthage, Beït El Hikma,‎ 2014, 358 p. (ISBN 978-9-973-49147-3)[5].